# Jacint Torrents i Puig
Jacint Torrents i Puig   (Santa Coloma de Gramenet, 1949) es un escriptor i crític literari, llicenciat en Filologia Catalana.

## Biografia
Jacint Torrents, va néixer a Santa Coloma de Gramenet el 1949. Es va llicenciar en Filologia Catalana i va ser catedràtic numerari de Batxillerat. Va pertànyer al consell de redacció de la revista Cavall Fort on entre el 1973 i el 1982 va publicar les seves narracions. Posteriorment, es va decantar per la prosa narrativa i per l’assaig, essent el primer estudiós de l’obra narrativa i periodística de Josep Sol i Rodríguez. Viu a Castellar del Vallès, des d’on, amb articles d’opinió, col·labora en revistes digitals i en la premsa local.

## Obres

###### Infantils i juvenils
- 1976: La cuca japonesa (amb Francesc Serrat). En castellà: El gran dragón.
- 1991: El segrest d’en Gang.
- 2014: El vell Tartaruga. Narracions i poemes per a nois i noies.

###### Prosa
- 2011: Cartes d’un cristià tranquil.[4]
- 2015: Encontres figures i paisatges.[5]
- 2017: Mossèn Joan Abarcat (1963-1943). Un tortosí a Castellar del Vallès.[6]
- 2018: Proses castellarenques (I i II).[2]

###### Estudis literaris
- 1984: Obra narrativa. Josep Sol.[7]

###### Edicions
- 2012: Jandalán (Jordi Enjuanes-Mas).
- 2015: Dèlia - Nel mezzo (Jordi Enjuanes-Mas).
- 2022: «Si no fos la guerra...!» Articles a Meridià des del front (1938-1939) (Josep Sol)[8]
- 2022: Josep Sol i la seva obra literària.
- 2024: Elionor. Contes (Josep Sol).[9]
- 2025: Una adolescència. (Josep Sol)[10]

## Premis
- 1975: Premi Cavall Fort de narracions infantils.[1]